# Омонимы
Омо́нимы (от др.-греч. ὁμός — «одинаковый» и ὄνυμα — «имя») — одинаковые по написанию и звучанию, но разные по значению слова и другие единицы языка. Термин введён Аристотелем. Не следует путать с омофонами, омографами, паронимами и подвидом омонимов, омоформами.

## Различия омонимии иполисемии
По отношению к словам, относящимся к одинаковым частям речи, в языкознании часто различают омонимию и полисемию. «Омоними́я» — это случайное совпадение слов, в то время как «полисемия» — наличие у слова разных исторически связанных значений. Например, слова «бор» в значении «сосновый лес» и «бор» в значении «химический элемент» являются омонимами, так как первое слово — славянского происхождения, а второе возникло от персидского слова бура́ — названия одного из соединений бора. Также в португальском языке слова oxalá в значении «ошала» (один из ориша культа кандомбле) и oxalá в значении «Даст Бог» являются омонимами, так как первое происходит из африканского языка йоруба, а второе — из арабского.
В то же время, например, слова «эфир» в смысле органического вещества и «эфир» в смысле «радиовещание и телевидение» лингвисты называют значениями одного слова, то есть полисемией, поскольку они оба происходят от др.-греч. αἰθήρ (aithír) — «горный воздух».
Однако другая часть лингвистов проводит границу между полисемией и омонимией по-иному — в частности, если большинство людей видит в двух совпадающих словах общий оттенок смысла (как говорят лингвисты, «общий семантический элемент»), то это — полисемия, а если не видит, то это — омонимия, даже если слова имеют общее происхождение. Например, в словах «коса (инструмент)», «коса (рельеф)» и «коса (причёска)» замечаемым большинством людей общим семантическим элементом является «нечто длинное и тонкое».
Наконец, некоторые лингвисты считают омонимами все отдельные значения многозначных слов. В этом случае полисемия является частным случаем омонимии.
Совпадающие слова, относящиеся к разным частям речи, все или почти все российские лингвисты безусловно относят к омонимам. Примером таких омонимов являются глагол «течь» (протекать) и существительное «течь» (протекание).

## Классификация
- Омонимы полные (абсолютные) — омонимы, у которых совпадает вся система форм. Например, «наряд (одежда)» — «наряд (распоряжение)», «горн (кузнечный)» — «горн (духовой инструмент)», «лук — (метательное оружие)» — «лук (растение семейства Амариллисовые)», «ключ (инструмент или программный код для различных операций)» — «ключ (музыкальный знак)» — «ключ (часть сложного иероглифа в иероглифике)» — «ключ (синоним к слову „родник“)»
- Омонимы частичные — омонимы, у которых совпадают не все формы. Например, «ласка (животное)» и ласка «(проявление нежности)» расходятся в форме родительного падежа множественного числа (ласок — ласк).
- Омонимы грамматические, или омоформы — слова, совпадающие лишь в отдельных формах (той же части речи или разных частей речи). Например, числительное «три» и глагол «тереть» совпадают лишь в двух формах («к трём» — «мы трём», «три яблока» — «три сильнее!»), а в английском языке прилагательное left («левый») и глагол to leave совпадают лишь в одной форме (I left «Я покинул»).

## Омоморфемы
Наряду с омонимами, то есть омонимичными словами, существуют и омоморфемы, то есть омонимичные морфемы, то есть части слов (приставки, суффиксы, корни, окончания), совпадающие в написании и произношении, но имеющие разные значения. Например, окончание «-а» в русском языке обозначает:
1. множественное число существительных второго склонения («го́род» — «города́»),
2. родительный падеж существительных («дом» — «до́ма»),
3. женский род глаголов прошедшего времени («на́чал» — «начала́»).

## Омонимы, омофоны, омографы и омоформы
Омонимы — слова, совпадающие одновременно и по звучанию, и по написанию, но различные по значению.
- Омофоны (фонетические омонимы) — слова, одинаковые по звучанию, но различные по написанию и значению, например: «туш» и «тушь», .
- Омографы (графические омонимы) — слова, совпадающие по написанию, но различные по звучанию и значению, например, «за́мок» и «замо́к».
- Омоформы (грамматические омонимы) — разные слова, совпадающие в отдельных грамматических формах, например, глаголы «лететь» и «лечить» совпадают в форме 1 лица единственного числа настоящего времени — «лечу́». Примеры омоформ.

## Омонимия в таксономии
В биологической таксономии под словом «омоним» понимается совпадение названий биологических таксонов. При обнаружении таксономических омонимов принимаются меры по их устранению, суть которых обычно заключается в том, что действительным названием признаётся лишь старший омоним (то есть тот омоним, который был опубликован раньше), а младшие омонимы замещаются (но бывают и исключения).